# 心祁毛蕨
心祁毛蕨（学名：Cyclosorus laui）为金星蕨科毛蕨属下的一个种。